# Isaac Austin
Isaac Edward Austin, detto Ike (Gridley, 18 agosto 1969), è un ex cestista, allenatore di pallacanestro e dirigente sportivo statunitense, professionista nella NBA, in Europa e in Cina.
Anche suo nipote Isaiah Austin è un cestista.

## Carriera
È stato selezionato dagli Utah Jazz al secondo giro del Draft NBA 1991 (48ª scelta assoluta).

## Statistiche

### College
| Anno      | Squadra        | PG | PT | MP   | TC%  | 3P% | TL%  | RP  | AP  | PRP | SP  | PP   |
| --------- | -------------- | -- | -- | ---- | ---- | --- | ---- | --- | --- | --- | --- | ---- |
| 1989-1990 | ASU Sun Devils | 31 | -  | 27,4 | 54,7 | 0,0 | 64,7 | 6,2 | 0,9 | 0,6 | 0,8 | 13,7 |
| 1990-1991 | ASU Sun Devils | 30 | -  | 30,2 | 57,1 | 0,0 | 62,9 | 8,7 | 1,9 | 1,0 | 0,6 | 16,3 |
| Carriera  | Carriera       | 61 | -  | 28,8 | 55,9 | 0,0 | 63,7 | 7,4 | 1,4 | 0,8 | 0,7 | 15,0 |

### NBA

#### Regular Season
| Anno      | Squadra             | PG  | PT  | MP   | TC%  | 3P%  | TL%  | RP  | AP  | PRP | SP  | PP   |
| --------- | ------------------- | --- | --- | ---- | ---- | ---- | ---- | --- | --- | --- | --- | ---- |
| 1991-1992 | Utah Jazz           | 31  | 0   | 3,6  | 45,7 | -    | 63,3 | 1,1 | 0,2 | 0,1 | 0,1 | 2,0  |
| 1992-1993 | Utah Jazz           | 46  | 3   | 6,7  | 44,6 | 0,0  | 65,9 | 1,7 | 0,1 | 0,2 | 0,3 | 2,8  |
| 1993-1994 | Philadelphia 76ers  | 14  | 0   | 14,4 | 43,9 | 0,0  | 60,9 | 4,9 | 1,2 | 0,4 | 0,7 | 5,1  |
| 1996-1997 | Miami Heat          | 82  | 17  | 22,9 | 50,2 | 0,0  | 66,4 | 5,8 | 1,2 | 0,5 | 0,5 | 9,7  |
| 1997-1998 | Miami Heat          | 52  | 25  | 26,4 | 47,4 | 0,0  | 68,0 | 6,3 | 1,7 | 0,8 | 0,7 | 12,7 |
| 1997-1998 | L.A. Clippers       | 26  | 25  | 34,4 | 45,4 | 0,0  | 65,2 | 8,7 | 3,4 | 0,7 | 0,8 | 15,2 |
| 1998-1999 | Orlando Magic       | 49  | 49  | 25,7 | 40,8 | 28,6 | 66,9 | 4,8 | 1,8 | 1,0 | 0,7 | 9,7  |
| 1999-2000 | Wash. Wizards       | 59  | 23  | 19,9 | 42,9 | 25,0 | 68,6 | 4,8 | 1,3 | 0,3 | 0,6 | 6,7  |
| 2000-2001 | Vancouver Grizzlies | 52  | 16  | 16,3 | 35,6 | 25,0 | 70,0 | 4,3 | 1,1 | 0,4 | 0,4 | 4,3  |
| 2001-2002 | Memphis Grizzlies   | 21  | 8   | 14,6 | 39,1 | 0,0  | 100  | 3,4 | 0,6 | 0,4 | 0,2 | 3,6  |
| Carriera  | Carriera            | 432 | 166 | 19,3 | 44,6 | 17,6 | 67,0 | 4,7 | 1,2 | 0,5 | 0,5 | 7,6  |

#### Playoffs
| Anno     | Squadra       | PG | PT | MP   | TC%  | 3P%  | TL%  | RP  | AP  | PRP | SP  | PP  |
| -------- | ------------- | -- | -- | ---- | ---- | ---- | ---- | --- | --- | --- | --- | --- |
| 1993     | Utah Jazz     | 1  | 0  | 3,0  | 50,0 | -    | -    | 1,0 | 0,0 | 0,0 | 1,0 | 2,0 |
| 1997     | Miami Heat    | 15 | 0  | 19,1 | 44,4 | 25,0 | 80,6 | 4,4 | 0,4 | 0,4 | 0,5 | 6,5 |
| 1999     | Orlando Magic | 4  | 4  | 28,0 | 39,1 | 0,0  | 66,7 | 4,0 | 2,0 | 1,0 | 0,8 | 6,5 |
| Carriera | Carriera      | 20 | 4  | 20,1 | 43,4 | 16,7 | 76,7 | 4,2 | 0,7 | 0,5 | 0,6 | 6,3 |

## Palmarès
- NBA Most Improved Player (1997)